# Filtro RGBE

proyección isométrica el filtro RGBE filter en un arreglo de píxeles (ej., CCD).

En fotografía digital, el filtro RGBE es un arreglo de filtro de color alternativo al filtro Bayer (GRGB). Al igual que el filtro Bayer, utiliza un mosaico de filtros de píxeles, pero con los colores rojo, verde, azul y "esmeralda" ("como cian" de acuerdo a Sony), y así, también requiere interpolación cromática para producir una imagen a todo color. Fue desarrollado por Sony y hasta ahora solamente es usado en el CCD de 8 megapixels ICX456 8 y en la cámara Sony CyberShot DSC-F828.
Sony indica que la razón de agregar el filtro del cuarto color es "para reducir los errores de la reproducción del color y registrar imágenes naturales más cercanas a la natural percepción de la visión del ojo humano".

El arreglo RGBE utiliza un cuarto color, cian, así como el rojo, verde y azul
Compare al anterior filtro Bayer, con dos veces las celdas verdes